# Crash Canyon
Crash Canyon is een Canadese animatieserie, uitgezonden op MTV. De serie is bedacht door Joel Cohen, een van de schrijvers van The Simpsons, en ging in Canada in première op 6 oktober 2011, en telt 1 seizoen van 13 afleveringen.
Crash Canyon is een coproductie van Breakthrough Animation, Jam Filled Entertainment en Teletoon.

## Verhaal
De serie draait om de familie Wendell, bestaande uit vader Norm, moeder Sheila, tienerdochter Roxy, zoon Jake, en neef Vernon. Wanneer ze met z’n allen op vakantie gaan, storten ze met hun auto en caravan in een diep ravijn. Ze overleven de crash. In het ravijn komen ze terecht in een gemeenschap van mensen die ook allemaal ooit in het ravijn gestort zijn, en bij gebrek aan redding hier noodgedwongen zijn blijven wonen.
Daar er geen uitweg is vestigen ook de Wendells zich in het ravijn. Ze maken al snel kennis met de andere, vaak bizarre inwoners, zoals een astronaut die samen met zijn chimpansee in hun ruimtecapsule in het ravijn is gestort, een oude dame met een beer als huisdier en persoonlijke slaaf, de rockster Butch Butane en zijn gezin (die met een vliegtuig in het ravijn zijn neergestort), een welgestelde Afro-Amerikaanse familie (waarvan de hele villa in het ravijn staat) en hun Noorse butler, en een buikspreker wiens carrière nooit echt van de grond is gekomen en die nu in het ravijn een eigen club runt.

## Stemmen
| Acteur            | Personage           |
| ----------------- | ------------------- |
| Patrick McKenna   | Norm Wendell        |
| Jennifer Irwin    | Sheila Wendell      |
| Bryn McAuley      | Roxy Wendell        |
| Joanne Vannicola  | Emily Butane        |
| Dwayne Hill       | Colton Steel        |
| Shoshana Sperling | Carol               |
| Martin Roach      | Reginald Manderbelt |
| Gillian Anderson  | Sly Butane          |
| Marium Carvell    | Beverly Manderbelt  |
| Tarah Consoli     | Butch Butane        |
| Jajube Mandiela   | Pristine Manderbelt |

## Afleveringen

### Seizoen 1
1. Pilot
2. Poker Night
3. The Out of Pantsers
4. Sid Our Savior
5. Moose on the Loose
6. The Big Picture
7. The Tees That Bind
8. Jake's First Kiss
9. Hex Marks the Spot
10. Ultimate Wedding Chicken
11. Confidence Builder
12. Vernon Loves Carol and Cake
13. The Wrath of Vaughn

### Seizoen 2
1. Station WNDL
2. For Norm the Sell Tolls
3. Risky Monkey Business
4. A Bun in the Canyon
5. Heavyweight Camp
6. The Curse of the Monkey
7. Mr. Crash Canyon
8. Less Than 127 Hours (For the Love of God, Die Already)
9. Chillaxin' Chutney
10. Sheila Could Use a Nap
11. Overflubbed
12. He's the Mayor
13. Trash Canyon